# Stanisław Trzebunia

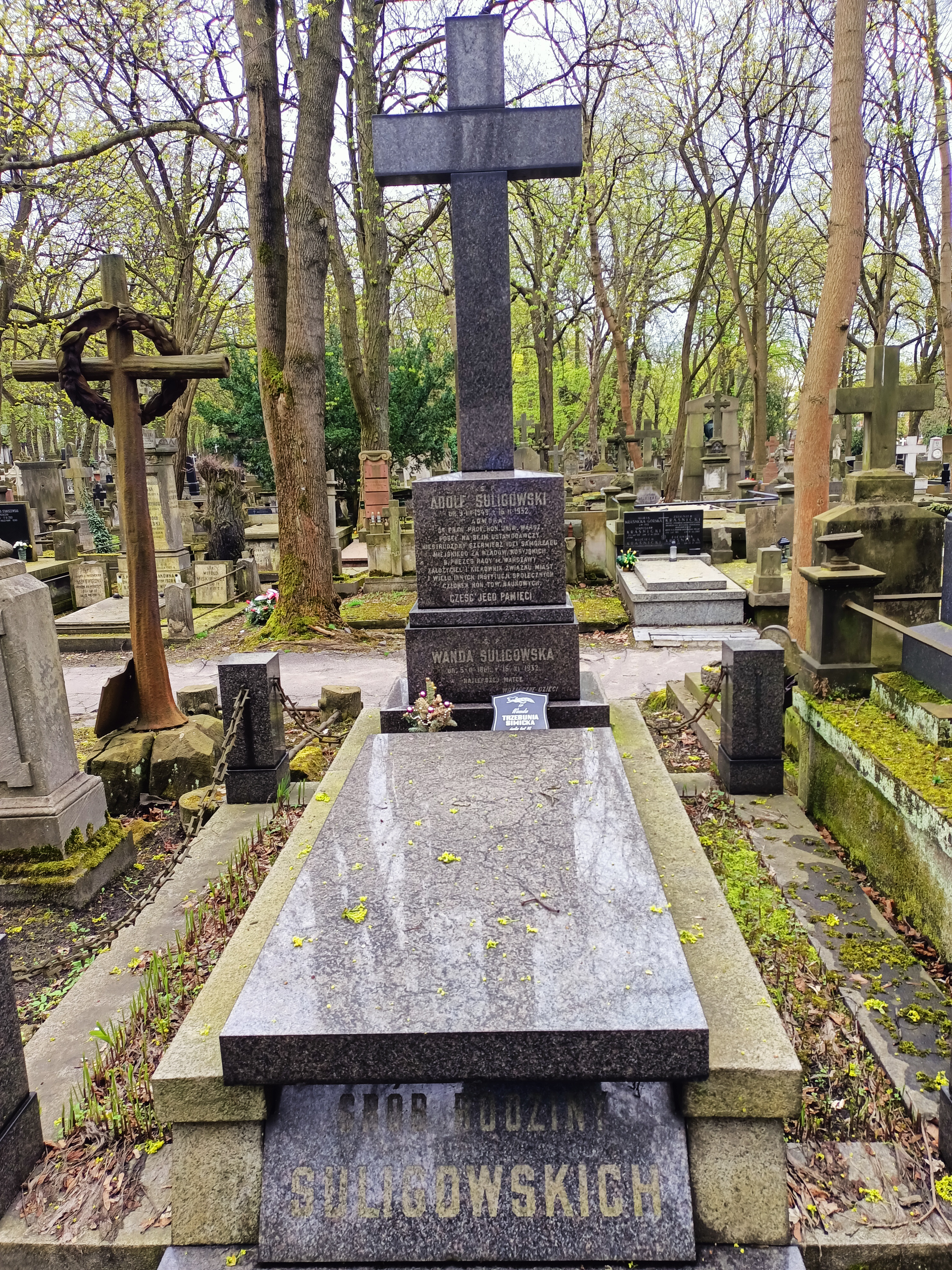
Grób Stanisława Trzebunii na Cmentarzu Powązkowskim w Warszawie

Stanisław Trzebunia (ur. 19 sierpnia 1888 w Zakopanem, zm. 31 grudnia 1960 w Warszawie) – podpułkownik piechoty Wojska Polskiego, działacz niepodległościowy, kawaler Orderu Virtuti Militari.

## Życiorys
Urodził się 19 sierpnia 1888 w Zakopanem, w ówczesnym powiecie nowotarskim Królestwa Galicji i Lodomerii, w rodzinie Jana i Anieli z Brzeźniaków. W latach 1900–1908 uczęszczał do c. k. Wyższego Gimnazjum w Kołomyi, a następnie, w latach 1909–1914, studiował na Wydziale Inżynierii Lądowej Politechniki Lwowskiej. W międzyczasie został powołany do c. i k. 20 pułku piechoty, w którym od stycznia do grudnia 1913 ukończył szkołę jednorocznych ochotników i zdał egzamin, uzyskując stopień kadeta rezerwy-zastępcy oficera (niem. Kadett-Offiziersstellvertreter) z lokatą 309 i starszeństwem 1 stycznia 1914.
Latem 1914 został zmobilizowany do macierzystego pułku i otrzymał dowództwo plutonu. W listopadzie tego roku, po walkach na Lubelszczyźnie i w rejonie Dęblina, na wniosek dowódcy pułku, płk. Stanisława Puchalskiego, został mianowany na stopień chorążego rezerwy ze starszeństwem z 1 stycznia 1914. Na początku 1915 został wysłany na front w rejon Gorlic. W działaniach rozpoznawczych prowadzonych w drugiej połowie stycznia 1915, a następnie w szturmie na wzgórze cmentarne w Gorlicach, żołnierze jego plutonu wyróżnili się męstwem, za co c. i k. Naczelne Dowództwo Armii 3 marca 1915 wyróżniło go srebrnym Medalem Waleczności 1 klasy. Wziął udział w tzw. przełamaniu gorlickim w dniach 2–5 maja 1915. Pod koniec lata tego roku, w rejonie Kowla, został wzięty do niewoli rosyjskiej i trafił do oficerskiego obozu jenieckiego w Nierechcie, w guberni kostromskiej. W obozie jenieckim przebywał do wybuchu rewolucji lutowej w 1917. Po opuszczeniu obozu zgłosił się do służby w Dywizji Strzelców Polskich, a później w I Korpusie Polskim w Rosji. Początkowo pełnił służbę w 3 pułku Brygady Rezerwowej, a następnie na stanowisku komendanta etapu na stacji kolejowej Dorogobuż. W lutym 1918, po zawarciu porozumienia z Niemcami, opuścił szeregi korpusu i przez Syberię, Władywostok oraz Szanghaj, a następnie drogą morską udał się do Europy.
W sierpniu 1918, po przybyciu do Francji i odbyciu przeszkolenia, został instruktorem w Centrum Wyszkolenia w Quintin. W 1919 został wysłany do Polski i Gdańska z misją przygotowania przyjazdu armii gen. Hallera do kraju. Następnie został wyznaczony do zorganizowania i wyszkolenia batalionu zapasowego 145 pułku strzelców kresowych we Włodzimierzu. W maju 1920 został wysłany na front do macierzystego 145 pułku strzelców kresowych. W czasie wojny z bolszewikami wziął udział w wyprawie kijowskiej, walkach odwrotowych, bitwie warszawskiej oraz walkach na Polesiu jako adiutant pułku, dowódca batalionu i zastępca dowódcy pułku. 19 sierpnia 1920 został zatwierdzony z dniem 1 kwietnia 1920 w stopniu kapitana, w piechocie, w grupie oficerów byłej armii generała Hallera. 23 września 1920 dowódca 145 pułku strzelców kresowych, major Witold Wartha we wniosku na odznaczenie kapitana Trzebuni Orderem Virtuti Militari napisał:

Bardzo dzielny i odważny oficer. W ataku odznacza się zimną krwią. Podczas ataków bolszewików na Ojrzeń dnia 18 sierpnia 1920, zbiera cofający się oddział i wpływem swoim zmusza go do kontrataku na wroga, którym to kontratakiem rozbija kolumnę atakującą i przechyla zwycięstwo na swoją stronę.
 Podczas akcji 36 Brygady Piechoty dnia 11 września 1920 na Maciejów i Kowel atakowały świeże oddziały bolszewickie, od południa z prawej flanki, posuwającą się przez wieś Ruda własną brygadę. Wszczęty własny kontratak sześciu kompanii prowadził kpt. Trzebunia bez specjalnie danego mu rozkazu, z własnej inicjatywy jako adiutant pułku, aż do wsi Chworostów, zajął wieś i zadał bolszewikom bardzo ciężkie straty. Przeprowadzenie kontrataku oswobodziło zupełnie prawą flankę brygady i umożliwiło jej dalszy pochód.

Po zakończeniu działań wojennych kapitan Trzebunia pozostał w wojsku jako oficer zawodowy i kontynuował służbę w 72 pułku piechoty w Radomiu, pełniąc kolejno funkcję adiutanta pułku, dowódcy batalionu i kwatermistrza. 1 czerwca 1921 był przydzielony do Centrum Wyszkolenia Dowództwa Okręgu Generalnego Lwów. 3 maja 1922 został zweryfikowany w stopniu majora ze starszeństwem od 1 czerwca 1919 i 328. lokatą w korpusie oficerów piechoty. 10 lipca 1922 został zatwierdzony na stanowisku dowódcy batalionu. W 1923 był dowódcą batalionu sztabowego 72 pp. W 1924 został przydzielony do Departamentu Piechoty Ministerstwa Spraw Wojskowych w Warszawie na stanowisko referenta wyszkolenia, a następnie kierownika referatu wyszkolenia. 1 grudnia 1924 prezydent RP nadał mu stopień podpułkownika z dniem 15 sierpnia 1924 i 89. lokatą w korpusie oficerów piechoty. W maju 1926 został przydzielony do Korpusu Kadetów Nr 2 w Modlinie (od lipca tego roku w Chełmnie) na stanowisko komendanta. 23 grudnia 1927 został przeniesiony do kadry oficerów piechoty z pozostawieniem na dotychczas zajmowanym stanowisku. W lipcu 1928 został przeniesiony do 37 pułku piechoty w Kutnie na stanowisko zastępcy dowódcy pułku. W marcu 1929 został ponownie przeniesiony do kadry oficerów piechoty z równoczesnym przeniesieniem służbowym do Powiatowej Komendy Uzupełnień Kutno na stanowisko pełniącego obowiązki komendanta. W styczniu 1932 został zwolniony z zajmowanego stanowiska i oddany do dyspozycji dowódcy Okręgu Korpusu Nr IV, a z dniem 30 kwietnia tego roku przeniesiony w stan spoczynku.
Po zakończeniu służby wojskowej zamieszkał w Warszawie przy ul. Zielnej 13 m. 4. W 1934, jako oficer stanu spoczynku pozostawał w ewidencji Powiatowej Komendy Uzupełnień Warszawa Miasto III. Posiadał przydział do Oficerskiej Kadry Okręgowej Nr I. Był wówczas „przewidziany do użycia w czasie wojny”. W 1937 objął stanowisko szefa bezpieczeństwa w budowanych Zakładach Południowych. Po wybuchu II wojny organizował obronę zakładu i miasta Stalowa Wola. W dalszym ciągu kampanii wrześniowej stanął na czele Grupy „Stalowa Wola”, walczącej na linii Sanu i w rejonie Janowa Lubelskiego. Po kapitulacji uniknął niewoli i przyjechał do Warszawy. W kwietniu 1940 przedostał się na Węgry i przez Jugosławię dotarł do Palestyny. W 1944 wstąpił do Polskich Sił Zbrojnych. Zdemobilizowany w 1950, do 1952 przebywał m.in. w Anglii, a następnie wrócił do Polski. Podjął pracę m.in. jako księgowy w Ścinawce, a od 1955 w Warszawie. Zmarł 31 grudnia 1960 i został pochowany na cmentarzu Powązkowskim w Warszawie (kwatera D, rząd 2, miejsce 22,23). 
Był żonaty z Jadwigą (1897–1980), córką Adolfa Suligowskiego (1849–1932) i Wandy (1861–1932). Miał córkę Wandę Jadwigę (1929–2021), inżyniera.

## Ordery i odznaczenia
- Krzyż Srebrny Orderu Virtuti Militari nr 505[1] – 17 maja 1921[26][27]
- Krzyż Walecznych[1][28]
- Medal Niepodległości – 25 stycznia 1933 „za pracę w dziele odzyskania niepodległości”[29][30][31]
- Medal Pamiątkowy za Wojnę 1918–1921[1]
- Medal Dziesięciolecia Odzyskanej Niepodległości[1]
- Medal Zwycięstwa[1]
- francuski Medal Pamiątkowy Wielkiej Wojny[1]
- Srebrny Medal Waleczności 1 klasy[32]